# Dakchigo kkonminam band
Dakchigo kkonminam band (hangŭl: 닥치고 꽃미남 밴드, lett. Chiudete la bocca, band dei bei ragazzi; titolo internazionale Shut Up and Let's Go, meglio conosciuto come Shut Up Flower Boy Band) è una serie televisiva sudcoreana trasmessa su tvN dal 30 gennaio al 20 marzo 2012. È la seconda serie, dopo Kkonminam ramyeongage, a far parte del progetto del canale TVN "Oh! Boy" indirizzato ai giovani, nel quale i protagonisti maschili sono dei ragazzi carini ("ragazzi dei fiori"). Da Dakchigo kkonminam band è stato tratto un webtoon la cui pubblicazione è iniziata due settimane prima della messa in onda.

## Trama
Joo Byung-hee, Kwon Ji-hyuk, Lee Hyun-soo, Kim Ha-jin, Jang Do-il e Seo Kyung-jong sono i membri della band rock nota come Angujeonghwa e, anche se non hanno molto interesse nello studio e vengono considerati dei teppisti, nessuno prende sul serio la ripetuta proposta del leader Byung-hee di abbandonare il liceo. Quando la loro scuola viene chiusa, gli Angujeonghwa apprendono di essere stati trasferiti al prestigioso liceo Jeongsang, una scuola dalla reputazione immacolata, con strutture ottime e frequentata da ragazzi ricchi. Byung-hee coglie l'occasione per cercare di convincere nuovamente gli amici a lasciare gli studi e dedicarsi solo alla musica, ma poco dopo cambia idea quando incontra per caso una studentessa della Jeongsang, Im Soo-ah, nella quale trova la musa che stava cercando per scrivere delle belle canzoni. Gli Angujeonghwa si trasferiscono nella nuova scuola, dove entrano in rivalità con un'altra band, gli Strawberry Fields, guidata da Yoo Seung-hoon, amico d'infanzia di Soo-ah innamorato di lei. Quando Byung-hee muore improvvisamente, i membri rimasti degli Angujeonghwa ne restano sconvolti, ma, dopo aver scoperto che l'amico li aveva iscritti a loro insaputa a un concorso rock organizzato dalla HR Entertainment, decidono di partecipare per ricordarlo e far conoscere a tutti la sua musica, iniziando così un percorso che li porta a crescere e scoprire che cosa vogliano fare davvero. Intanto, Soo-ah, in seguito alla bancarotta del padre, si trasferisce di fronte a casa di Ji-hyuk, che si innamora di lei.

## Personaggi
- Kwon Ji-hyuk, interpretato da Sung Joon
Il chitarrista e voce degli Angujeonghwa, diventa il nuovo leader del gruppo dopo la morte di Joo Byung-hee. S'innamora di Im Soo-ah, ma nasconde la loro relazione e sente di stare tradendo l'amico defunto. È stato cresciuto dai nonni dopo essere stata abbandonato da sua madre e vive da solo.
- Yoo Seung-hoon, interpretato da Jung Eui-chul
È il leader e pianista degli Strawberry Fields, la band rivale degli Angujeonghwa. È amico di Im Soo-ah dall'infanzia ed è innamorato di lei. Proviene da una famiglia ricca e, a parte Soo-ah e sua sorella, nessuno sa che sia il famoso compositore Ryu.
- Im Soo-ah, interpretata da Jo Bo-ah
È la figlia di un uomo d'affari andato in bancarotta, costretta per questo a trasferirsi in un quartiere più povero, nella mansarda di fronte a casa di Kwon Ji-hyuk, e fare diversi lavori part-time. È amica d'infanzia di Yoo Seung-hoon e la musa di Joo Byung-hee. È una ragazza dolce, ma molto coraggiosa. Sua madre è morta quando aveva dieci anni.
- Lee Hyun-soo, interpretato da L
Il chitarrista degli Angujeonghwa, soprannominato "il principe di ghiaccio", si arrabbia facilmente e spesso è meschino; nonostante il suo comportamento, però, mette gli amici e la band prima di tutto. Ha una sorellina piccola, Da-som, alla quale vuole molto bene, ed è amico d'infanzia di Ji-hyuk, anche se il loro rapporto è cambiato dopo l'arrivo di Byung-hee. I suoi genitori sono cabarettisti.
- Jang Do-il, interpretato da Lee Hyun-jae
Il batterista degli Angujeonghwa, è il figlio di un potente boss mafioso proprietario di una sala da biliardo, ma, a differenza di suo padre, è calmo e gentile, ed è spesso la voce della ragione all'interno della band. Ha una cotta per Bang Woo-kyung, che gli confida i suoi problemi e gli chiede consiglio, del tutto ignara dei sentimenti del ragazzo.
- Kim Ha-jin, interpretato da Yoo Min-kyu
Il bassista degli Angujeonghwa, è un playboy e si è unito alla band per conoscere tante ragazze. Ha una cotta per Ye-rim, che non lo ricambia, e ha molte sorelle.
- Seo Kyung-jong, interpretato da Kim Min-suk
Il tastierista degli Angujeonghwa e mascotte del gruppo, è molto gentile e divertente, ed è il migliore amico di Ha-jin. La sua famiglia, proprietaria di una pescheria, è di Pusan, ma gli ha permesso di trasferirsi a Seul per studiare. È un ottimo cuoco.
- Kim Ye-rim, interpretata da Kim Ye-rim
Un'artista solista della HR Entertainment, s'innamora di Lee Hyun-soo.
- Kim Soo-bok, interpretato da Ma Dong-seok
Professore della scuola frequentata inizialmente dagli Angujeonghwa, viene trasferito alla Jeonsang. È soprannominato "Shiva" dagli studenti. Quando era adolescente faceva parte di una band con Rock Kim e ha intrapreso anche una carriera nel wrestling.
- Bang Woo-kyung, interpretata da Kim Jung-min.
Sostegno da lungo tempo degli Angujeonghwa, ha una cotta per Kwon Ji-hyuk e lavora come parrucchiera.
- Jung Ma-ro, interpretato da Kwak Jung-wook
Il chitarrista degli Strawberry Fields, è molto intelligente.
- Park Pyo-joo, interpretato da Kim Hyun-joon
Il bassista degli Strawberry Fields, è l'arrogante figlio di un deputato e agisce spesso senza pensare.
- Yoo Hae-ri, interpretata da Kim In-seo
La sorella maggiore di Yoo Seung-hoon, è il CEO della HR Entertainment, una donna fredda e intelligente.
- Jo Deo-mi, interpretata da Jung Jin-an
È la migliore amica di Im Soo-ah ed è molto drammatica e chiacchierona.
- Joo Byung-hee, interpretato da Lee Min-ki
Il leader originale degli Angujeonghwa, è molto carismatico ed eccentrico, tanto che pochi riescono a capirlo. All'interno della band, suona la chitarra e compone le canzoni. Muore investito da un camion.
- Rock Kim, interpretato da Kim C
Una leggenda del rock e amico di Kim Soo-bok, con il quale in gioventù formava una band. Ora è proprietario di un club e aiuta occasionalmente Hae-ri.
- Lee Da-som, interpretata da ?
È la sorella minore di Lee Hyun-soo ed è molto malata. Adora Ji-hyuk e spesso chiede di lui.
- Batterista degli Strawberry Fields, interpretato da Kim Hyo-seok
- Capo di una gang, interpretato da Dong Hyun-bae
- Padre di Do-il, interpretato da Kim Sung-hoon
- Madre di Ji-hyuk, interpretata da Yum Jung-ah

## Ascolti
| Episodio | Data di trasmissione | Ascolti             | Ascolti                    |
| Episodio | Data di trasmissione | A livello nazionale | Area metropolitana di Seul |
| -------- | -------------------- | ------------------- | -------------------------- |
| 1        | 30 gennaio 2012      | 1,63%               | 1,89%                      |
| 2        | 31 gennaio 2012      | 2,02%               | 2,30%                      |
| 3        | 6 febbraio 2012      | 1,42%               | 1,60%                      |
| 4        | 7 febbraio 2012      | 1,72%               | 2,14%                      |
| 5        | 13 febbraio 2012     | 1,94%               | 2,20%                      |
| 6        | 14 febbraio 2012     | 1,73%               | 2,09%                      |
| 7        | 20 febbraio 2012     | 1,19%               | 1,48%                      |
| 8        | 21 febbraio 2012     | 1,19%               | 1,73%                      |
| 9        | 27 febbraio 2012     | 1,83%               | 2,26%                      |
| 10       | 28 febbraio 2012     | 1,54%               | 1,79%                      |
| 11       | 5 marzo 2012         | 1,76%               | 1,98%                      |
| 12       | 6 marzo 2012         | 1,35%               | 1,62%                      |
| 13       | 12 marzo 2012        | 1,59%               | 1,83%                      |
| 14       | 13 marzo 2012        | 1,30%               | 1,53%                      |
| 15       | 19 marzo 2012        | 1,14%               | 1,34%                      |
| 16       | 20 marzo 2012        | 1,67%               | 1,96%                      |
| Media    | Media                | 1,58%               | 1,86%                      |

## Colonna sonora
Il brano Not in Love è una cover della canzone dei Platinum Blonde, resa nuovamente famosa dai Crystal Castles.
1. Wake Up (Prologue) – Lee Jae-hak
2. Not in Love – Lee Min-ki
3. Jaywalking (무단횡단) – Sung Joon
4. Somehow You (어쩌다 널) – Kim Min-suk
5. Wake Up – Sung Joon
6. Love U Like U – L, Kim Ye-rim
7. Today (오늘은) – Sung Joon
8. Two Months (소녀곡예사) – Kim Ye-rim
9. Words You Shouldn't Know (몰라야 할 말) – Sung Joon
10. Dear Friend (Epilogue) – Lee Sang-hoon